# Grand Prix Formule 1 van Italië 1960
De Grand Prix Formule 1 van Italië 1960 werd gehouden op 4 september op het Autodromo Nazionale Monza in Monza. Het was de negende race van het seizoen.
De Britse teams boycotten de race omdat er gebruik werd gemaakt van de banking waardoor het circuit nog sneller werd. Omwille van de kwetsbaarheid van hun wagens besloten de Britse teams dan ook niet deel te nemen.

## Uitslag
| Pos. | Nr. | Coureur            | Constructeur          | Rondes | Tijd / Oorzaak uitval | Grid | Punten |
| ---- | --- | ------------------ | --------------------- | ------ | --------------------- | ---- | ------ |
| 1    | 20  | Phil Hill          | Ferrari               | 50     | 2:21:09.2             | 1    | 8S     |
| 2    | 18  | Richie Ginther     | Ferrari               | 50     | + 2:27.6              | 2    | 6      |
| 3    | 16  | Willy Mairesse     | Ferrari               | 49     | + 1 Ronde             | 3    | 4      |
| 4    | 2   | Giulio Cabianca    | Cooper-Castellotti    | 48     | + 2 Rondes            | 4    | 3      |
| 5    | 22  | Wolfgang von Trips | Ferrari               | 48     | + 2 Rondes            | 6    | 2      |
| 6    | 26  | Hans Herrmann      | Porsche               | 47     | + 3 Rondes            | 10   | 1      |
| 7    | 24  | Edgar Barth        | Porsche               | 47     | + 3 Rondes            | 12   |        |
| 8    | 12  | Piero Drogo        | Cooper-Climax         | 45     | + 5 Rondes            | 15   |        |
| 9    | 10  | Wolfgang Seidel    | Cooper-Climax         | 44     | + 6 Rondes            | 13   |        |
| 10   | 28  | Fred Gamble        | Behra-Porsche-Porsche | 41     | + 9 Rondes            | 14   |        |
| DNF  | 6   | Brian Naylor       | JBW-Maserati          | 41     | Versnellingsbak       | 7    |        |
| DNF  | 34  | Alfonso Thiele     | Cooper-Maserati       | 32     | Versnellingsbak       | 9    |        |
| DNF  | 4   | Gino Munaron       | Cooper-Castellotti    | 27     | Motor                 | 8    |        |
| DNF  | 36  | Giorgio Scarlatti  | Cooper-Maserati       | 26     | Motor                 | 5    |        |
| DNF  | 30  | Vic Wilson         | Cooper-Climax         | 23     | Motor                 | 16   |        |
| DNF  | 8   | Arthur Owen        | Cooper-Climax         | 0      | Ongeluk               | 11   |        |
| DNS  | 14  | Horace Gould       | Maserati              |        | Benzinesysteem        |      |        |

## Statistieken
| Pole-position | Phil Hill | Ferrari | 2:41.4 |
| Snelste ronde | Phil Hill | Ferrari | 2:43.6 |

## Noot
- Dit was het debuut van de Italiaanse coureurs Piero Drogo en Alfonso Thiele, de Amerikaanse coureur Fred Gamble en de Britse coureurs Arthur Owen en Vic Wilson.
- Eerste pole position en Grand Prix-winst voor Phil Hill.
- Eerste rondes als raceleider en podiumplaats voor Richie Ginther.
- Eerste podiumplaats voor Willy Mairesse.

1921 · 1922 · 1923 · 1924 · 1925 · 1926 · 1927 · 1928 · 1931 · 1932 · 1933 · 1934 · 1935 · 1936 · 1937 · 1938 · 1947 · 1948 · 1949 · 1950 · 1951 · 1952 · 1953 · 1954 · 1955 · 1956 · 1957 · 1958 · 1959 · 1960 · 1961 · 1962 · 1963 · 1964 · 1965 · 1966 · 1967 · 1968 · 1969 · 1970 · 1971 · 1972 · 1973 · 1974 · 1975 · 1976 · 1977 · 1978 · 1979 · 1980 · 1981 · 1982 · 1983 · 1984 · 1985 · 1986 · 1987 · 1988 · 1989 · 1990 · 1991 · 1992 · 1993 · 1994 · 1995 · 1996 · 1997 · 1998 · 1999 · 2000 · 2001 · 2002 · 2003 · 2004 · 2005 · 2006 · 2007 · 2008 · 2009 · 2010 · 2011 · 2012 · 2013 · 2014 · 2015 · 2016 · 2017 · 2018 · 2019 · 2020 · 2021 · 2022 · 2023 · 2024 · 2025
Als eretitel: 1923 (Italië) · 1924 (Frankrijk) · 1925 (België) · 1926 (San Sebastián) · 1927 (Italië) · 1928 (Italië) · 1930 (België) · 1947 (België) · 1948 (Zwitserland) · 1949 (Italië) · 1950 (Groot-Brittannië) · 1951 (Frankrijk) · 1952 (België) · 1954 (Duitsland) · 1955 (Monaco) · 1956 (Italië) · 1957 (Groot-Brittannië) · 1958 (België) · 1959 (Frankrijk) · 1960 (Italië) · 1961 (Duitsland) · 1962 (Nederland) · 1963 (Monaco) · 1964 (Groot-Brittannië) · 1965 (België) · 1966 (Frankrijk) · 1967 (Italië) · 1968 (Duitsland) · 1972 (Groot-Brittannië) · 1973 (België) · 1974 (Duitsland) · 1975 (Oostenrijk) · 1976 (Nederland) · 1977 (Groot-Brittannië)
Als alleenstaande race: 1983 · 1984 · 1985 · 1993 · 1994 · 1995 · 1996 · 1997 · 1999 · 2000 · 2001 · 2002 · 2003 · 2004 · 2005 · 2006 · 2007 · 2008 · 2009 · 2010 · 2011 · 2012 · 2016